# دهمیان (لارستان)
دهمیان، روستایی در دهستان صحرای باغ بخش صحرای باغ شهرستان لارستان در استان فارس ایران است.
روستای دهمیان در ۴ کیلومتری غرب روستای خلور و ۴ کیلومتری شرق روستای باغ واقع شده‌است. این روستا قدیمی ترین روستا منطقه صحرای باغ دارای پیشینه قدیمی و تاریخی است که به دلیل واقع شدن در مرکز بخش صحرای باغ به روستای میانی ، یعنی ده میان نامیده شده است. اقوام که در دهمیان سکونت داشته اند در ابتدا مزارعی (مزیری) و شیخ ها بودن و که در سال های بعدی قوم دهباشی  که از بیدشهر اوز امده بودند نیز در دهمیان ساکن شدند. مقبره شیخ عبادالله انصار در این روستا قرار دارد . دهمیان از قدیم در زراعت پیشی داشت و این امر باعث میشد مردم روستاهای اطراف برای تهیه بذر گندم و جو به این روستا بیایند. طی گذشت سالیان عده ای از اهالی دهمیان به جاهای دیگر کوچ کردن اعم از کشورهای عربی و روستاهای دیگر مانند :دیده بان ، فتویه ،شیخ حضور ،هرنگ ،انوه و کوخرد ،چاه مسلم و ... .

## نامگذاری
به علت قرار داشتن روستا در میانه صحرای باغ، آن را «دهمیان» نامیده‌اند.
اهالی روستا گروهی بومی هستند، و گروهی نیز من جمله مشایخ از روستای پاسخن به دهمیان آمده‌اند.
گروهی دیگری نیز که از طایفه دهباشی بودند در قرن اخیر از بلوکات بیدشهر به روستای دهمیان آمده بودند.

## اماکن فرهنگی
آرامگاه شیخ عبادالله انصار در محدودهٔ روستای دهمیان واقع است.
شیخ عبادالله انصار ملقب به عمادالدین از علمای شریعت و مدرّس مدرسه علوم دینی و ساکن عمادده بوده، جد اعلای او به نام شیخ عماد الدین به نمایندگی حاجی شیخ عبدالسلام از خنج به همراه شاه سیف‌الله قتال برای ارشاد و هدایت مردم به صحرای پاسخند و باغ آمده و قریه عمادده که سابقاً به استاس معروف بوده به نام شیخ عمادالدین تغییر میدهند. شیخ حسن بستکی  یکی از تلامیذ او بوده که بعداً دختر او را به زنی گرفته است.شیخ عبادالله گویا بین سال‌های ۱۰۵۲ یا ۱۰۶۰ هجری قمری فوت کرده و در قریه دهمیان صحرای باغ مدفون است.مشایخ صحرای باغ، گوده، فتویه، انوه و پدز و لار از نسل او یا شیخ عماد بزرگ می باشند. نام های خانوادگی:پاسخندی در [[فتویه]] ، خلیلی در [[انوه]] ، [[چاه بنارد]] و [[چاه مسلم]] . یاقوتی در [[صحرای باغ]] و [[ده میان]] از نسل [[شیخ عبادالله انصار]] و [[شیخ عماد بزرگ]] هستند. 

## جمعیت
بر پایه سرشماری عمومی نفوس و مسکن در سال ۱۳۹۵، جمعیت این روستا برابر با ۷۳۹ نفر (۲۰۲ خانوار) بوده است.